# Magnetobiología

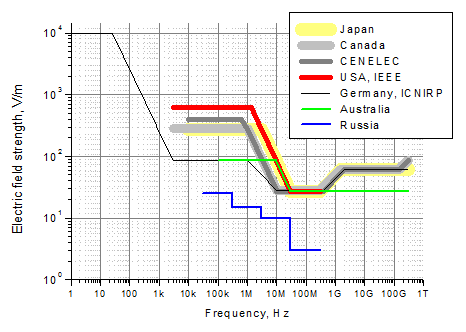
Niveles de seguridad para exposición de radiación electromagnética desarrollados por distintas instituciones y países.

Magnetobiología es el estudio de los efectos biológicos de los campos magnéticos estáticos y de baja frecuencia-sobre todo débiles, que no causan el calentamiento de los tejidos. 

## Marco teórico
Los efectos magnetobiológicos tienen características únicas que, obviamente, los distinguen de los efectos térmicos, a menudo se observan sólo en campos magnéticos alternos separados por frecuencia e intervalos de amplitud. Además, dependen simultáneamente de los campos estáticos magnéticos o eléctricos presentes y su polarización.

## Desarrollo
La Magnetobiología es un subconjunto del bioelectromagnetica. El Bioelectromagnetismo y biomagnetismo son el estudio de la producciónde campos magnéticos y electromagnéticos por organismos biológicos.La  detección de campos magnéticos por los organismos que se conoce como magnetorrecepción o magnetocepción.
Los efectos biológicos de campos magnéticos débiles de baja frecuencia, menos de alrededor de 0,1 mT y 100 Hz en consecuencia, constituyen un problema de física. Los efectos aparecen paradójicos, para el quantum de energía de estos campos electromagnéticos es varios órdenes de valor inferior a la escala de energía de un acto químico elemental. Por otra parte, la intensidad del campo no es suficiente para producir un calentamiento notable de los tejidos biológicos o irritación de los nervios por las corrientes eléctricas inducidas .
Un brillante ejemplo de efectos magnetobiológicos es la navegación magnética por los animales migratorios. Se ha comprobado que algunos animales son capaces de detectar pequeñas variaciones del campo geomagnético en el orden de decenas de nanoteslas para encontrar sus hábitats estacionales.

## Reproductibilidad
Los resultados de los experimentos magnetobiológicos son difíciles de reproducir. El 10-20% de los informes publicados son de intentos fallidos de observar dichos fenómenos. En la mayoría de los experimentos, el éxito dependía de una rara y feliz coincidencia de condiciones adecuadas electromagnética y fisiológicas. Muchos de los experimentos esperan confirmación por estudios independientes.

## Estándares de seguridad
La significancia práctica de la magneto-biología está condicionada por el creciente nivel de exposición magnética de las personas . Algunos campos electromagnéticos en exposiciones crónicas pueden ser una amenaza a la salud humana. La Organización Mundial de la Salud considera niveles aumentados de exposición electromagnética en centros de trabajo como un factor de estrés. Los estándares presentes de seguridad de electromagnetismo, producido por varios países, difieren en decenas y centenas en los rangos de EMF ; esta situación refleja la falta de investigación en el área de la magnetobiología y la electromagnetobiología. Hoy, la mayor parte de los standards de seguridad son tomados solo en los efectos producidos por calentamiento desde campos electromagnéticos, y estimulación de los nervios periféricos de corrientes inducidas.

## Punto de vista médico
Por otra parte, se están desarrollando métodos de tratamiento por medio de campos electromagnéticos débiles . Estos métodos todavía no acumulan evidencia clínica para ser aceptados de acuerdo a los estandards de la Medicina basada en evidencia. Algunas instituciones reconocen esta práctica como seudocientífica  .

## Causas posibles de dichos efectos
En magnetobiología, la teoría se está quedando muy por detrás de experimento. La naturaleza de los efectos biológicos de los campos electromagnéticos débiles aún no está claro todavía, a pesar de numerosos datos experimentales. Las siguientes causas sugeridas de los fenómenos magnetobiologicos son frecuentemente discutidos:
1. La cristalización de  nanopartículas  de cojinetes de hierro magnético en los tejidos del organismo.
2. Dependencia de algunas reacciones de radicales libres en la magnitud del campo magnético.
3. Posible existencia de estados rotacionales d larga duración de algunas moléculas dentro de la estructura de las proteínas.
4. Cambios inducidos magnéticamente en las propiedades fisicoquímicas del agua líquida.

La explicación de la naturaleza física de los efectos biológicos de campos magnéticos débiles es un problema fundamental científico .